# De Bomen
De Bomen is een buurtschap in de gemeente Hollands Kroon, in de provincie Noord-Holland.
De Bomen is gelegen ten noorden van Nieuwe Niedorp en ten zuiden van Wateringskant. De bewoning is gelegen aan zowel de Oosteweg als de Westerweg, die ook vernoemd zijn naar de ligging in De Bomen. Ook de bewoning aan de Hartweg tussen De Kampen en Winkel behoort tot De Bomen. De Westerweg loopt tot de Hartweg terwijl Oosterweg daarna doorloopt tot Wateringskant. De Bomen valt formeel in zijn geheel onder het dorp Nieuwe Niedorp.
Tot 31 december 2011 behoorde De Bomen tot de gemeente Niedorp die per 1 januari 2012 in een gemeentelijke herindeling is samengegaan tot de gemeente Hollands Kroon.
Dorpen en gehuchten: Anna Paulowna · Barsingerhorn · Breezand · Den Oever · Haringhuizen · Hippolytushoef · De Haukes · Kleine Sluis · Kolhorn · Kreil · Kreileroord · Lutjewinkel · Middenmeer · Moerbeek · Nieuwe Niedorp · Nieuwesluis · Oosterklief · Oosterland · Oude Niedorp · Slootdorp · Smerp · Stroe · De Strook · Terdiek · Tolke (deels) · Van Ewijcksluis · Vatrop · 't Veld · Verlaat (deels) · Westerklief · Westerland · Wieringerwaard · Wieringerwerf · Winkel · Zijdewind

Buurtschappen: Blokhuizen · Dam · De Belt · De Bomen · De Elft · Emaus · Gelderse Buurt · De Gest · Groetpolder · Hanedoes · De Heid · De Hoelm · Hogebieren · Hollebalg · De Kampen · Langereis (deels) · De Leijen · Lutjekolhorn · Mientbrug · Noord-Stroe · Noordburen · Noorderbuurt · De Normer · Poolland · Spoorbuurt · Tin · Vennik (deels) · Wateringskant · De Weel (deels) · De Weere · Westeinde  · Zandburen

Noord-Holland: Steden en dorpen    Nederland: Provincies · Gemeenten